# Megang
Megang is een bestuurslaag in het regentschap Lubuklinggau van de provincie Zuid-Sumatra, Indonesië. Megang telt 3475 inwoners (volkstelling 2010).